# World Games 2022/Sumō
Bei den World Games 2022 in Birmingham, Alabama, fanden vom 9. bis 10. Juli acht Wettbewerbe im Sumō statt, jeweils vier bei den Männern und bei den Frauen. Austragungsort war das Boutwell Auditorium.

## Bilanz

### Medaillenspiegel
| Platz  | Land      | Gold | Silber | Bronze | Gesamt |
| ------ | --------- | ---- | ------ | ------ | ------ |
| 1      | Japan     | 4    | 4      | 1      | 9      |
| 2      | Ukraine   | 3    | 3      | 3      | 9      |
| 3      | Ägypten   | 1    | —      | —      | 1      |
| 4      | Mongolei  | —    | 1      | —      | 1      |
| 5      | Polen     | —    | —      | 3      | 3      |
| 6      | Brasilien | —    | —      | 1      | 1      |
| Gesamt | Gesamt    | 8    | 8      | 8      | 24     |

### Medaillengewinner
Männer
| Disziplin     | Gold                     | Silber                     | Bronze                    |
| ------------- | ------------------------ | -------------------------- | ------------------------- |
| Leichtgewicht | Abdelrahman Elsefy (EGY) | Demyd Karatschenko (UKR)   | Swjatoslaw Semykras (UKR) |
| Mittelgewicht | Wascha Daiauri (UKR)     | Shion Fujisawa (JPN)       | Aron Rozum (POL)          |
| Schwergewicht | Hidetora Hanada (JPN)    | Daiki Nakamura (JPN)       | Rui Junior (BRA)          |
| Offene Klasse | Daiki Nakamura (JPN)     | Baasandorjiin Badral (MGL) | Oleksandr Weressjuk (UKR) |

Frauen
| Disziplin     | Gold                    | Silber                  | Bronze                  |
| ------------- | ----------------------- | ----------------------- | ----------------------- |
| Leichtgewicht | Yuka Okutomi (JPN)      | Miku Yamanaka (JPN)     | Magdalena Macios (POL)  |
| Mittelgewicht | Sakura Ishii (JPN)      | Karyna Kolesnik (UKR)   | Monika Skibra (POL)     |
| Schwergewicht | Switlana Jarjomka (UKR) | Iwanna Beresowska (UKR) | Airi Hisano (JPN)       |
| Offene Klasse | Iwanna Beresowska (UKR) | Hiyori Kon (JPN)        | Switlana Jarjomka (UKR) |